# آبغندو (مقاطعة فراشبند)
آبغندو (بالفارسية: آبگندو) هي قرية تقع في قسم نوجين الريفي (مقاطعة فراشبند) في إيران. يقدر عدد سكانها بـ 101 نسمة .